# Philips Jahres-Chronik
Die Philips Jahres-Chronik, früher …das war… oder Philips-Jahresschallplatte war ein von 1959 bis 2005 jährlich erscheinender Jahresrückblick auf das vergangene Jahr in Form einer Medienkombination aus Buch und Tonträger.
Die Veröffentlichung der Jahreschronik begann mit einem Rückblick auf 1959 als reichbebildertes großformatiges schmales Buch. Dies wurde bereits hier wie auch in sämtlichen folgenden Ausgaben ergänzt durch einen gesprochenen Rückblick mit eingeflochtenen Tondokumenten auf einer beigelegten Langspielplatte. Später ging man zum Gatefold-Cover über, bei dem nun ihrerseits die Schallplatte von einem eingehefteten Text-, Tabellen- und Bildteil ergänzt wurde. Ab 1992 wurde dann die besprochene Schallplatte von einer beigelegten CD abgelöst.
Sprecher der Texte waren zunächst Christl Pfeil, Heinz Ladiges, Gerhard Herm und Erro Wacker, wobei Herm bis in die 1970er Jahre hinein auch die Redaktion besorgte. Im weiteren Verlauf der Veröffentlichungen gehörten die Tagesschaumoderatoren Dagmar Berghoff, Georg Hopf, Wilhelm Wieben und Werner Veigel zu den Stammsprechern. Die Tondokumentation stammte dann von Heinrich Heise, der Text- und Tabellenteil wurde von Alfred Lambeck, damals Leiter des Zentralbereichs Information der Philips, zusammengestellt.
Die Ausgaben waren zunächst nicht im Handel erhältlich und wurden nur ausgewählten Personen durch die Deutsche Philips G.m.b.H. überreicht, Exemplare wurden später  auch flächendeckend an Schulen verschickt und zudem durch Folien für die Overhead-Projektion ergänzt.
2005 ging die Philips-Jahreschronik in die Publikation des Fischer-Weltalmanachs auf, der dann mit der Ausgabe 2019 eingestellt wurde.
Ergänzung: Die erste LP war : "Das war 1959" "1959- das Jahr der west-östlichen Gespräche, 1959- das Jahr des west-östlichen Raketenwettlaufs"- Auf dem Label heißt es : "Es war 1959"  (PHILIPS WL1400, mx AA1400.1/2L)